# فريدريش فيلهلم راهه
فريدريش فيلهلم راهه (بالألمانية: Friedrich Wilhelm Rahe)‏ مواليد 16 أبريل 1888 في روستوك، الإمبراطورية الألمانية - الوفاة 18 فبراير 1949 في روستوك، كان لاعب كرة مضرب ألماني بدأ مسيرته كمحترف سنة 1903 وكان يلعب باليد اليمنى، اعتزل اللعب في 1932. سبق أن شارك في دورة الألعاب الأولمبية الصيفية.

## روابط خارجية
- فريدريش فيلهلم راهه على موقع رابطة محترفي التنس (الإنجليزية)
- فريدريش فيلهلم راهه على موقع الاتحاد الدولي لكرة المضرب (الإنجليزية)
- فريدريش فيلهلم راهه على موقع كأس ديفيز (الإنجليزية)
- فريدريش فيلهلم راهه على موقع خلاصة التنس.كوم (الإنجليزية)
- فريدريش فيلهلم راهه على موقع اللجنة الأولمبية الدولية (الإنجليزية)
- فريدريش فيلهلم راهه على موقع أوليمبيديا (الإنجليزية)